# Nouvelle Revue Française

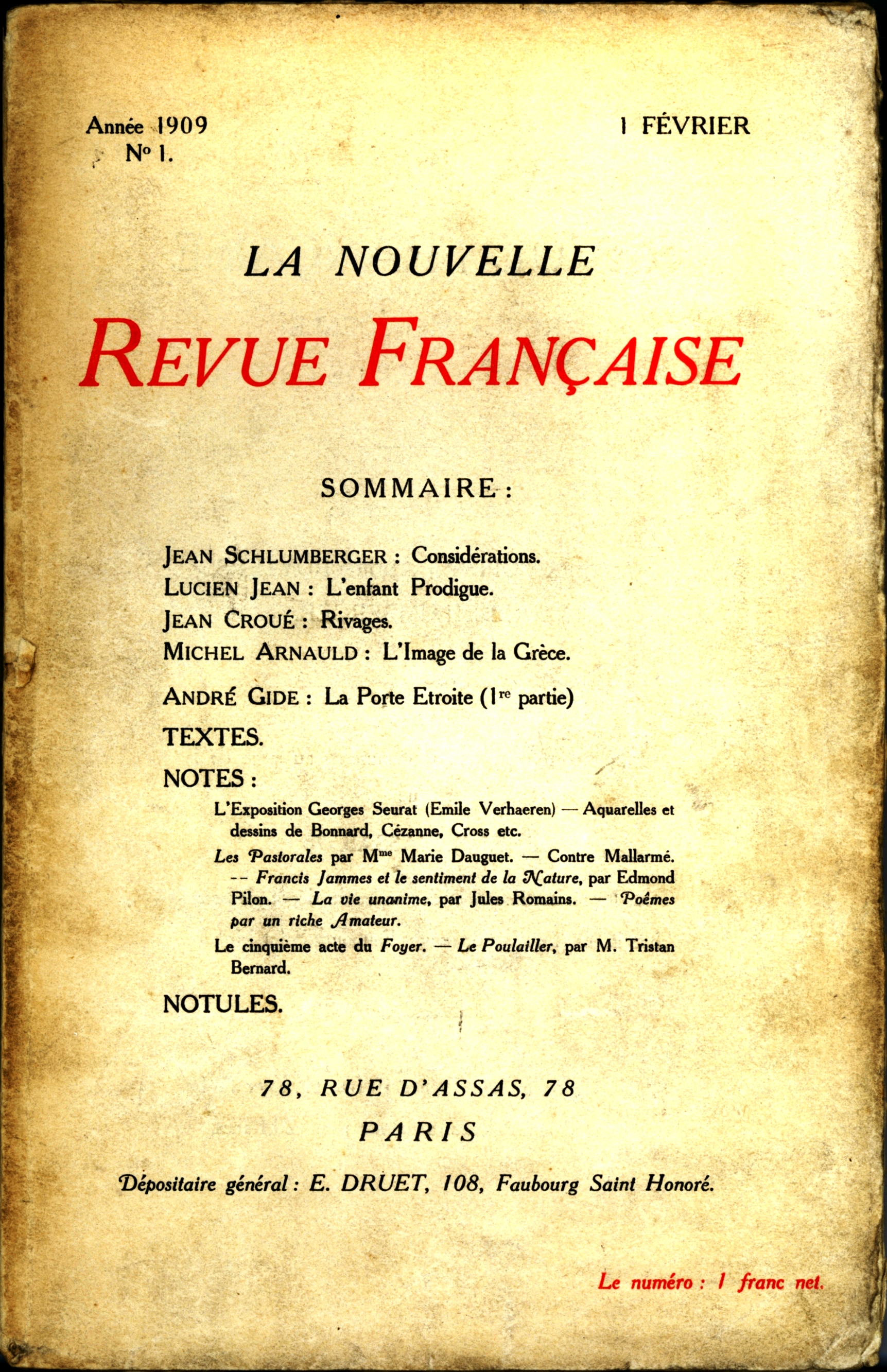
Det första numret av La Nouvelle Revue Français från 1909.

La Nouvelle Revue Française (förkortat NRF) är en fransk litterär tidskrift.
Den startades 1908 i Paris av bland andra André Gide, Jacques Copeau och Gaston Gallimard och utkom med sitt första nummer i februari 1909. Under mellankrigstiden var NRF den ledande franska kulturtidskriften med skribenter som Paul Claudel, Paul Valéry, Saint-John Perse och André Gide, med flera. Under den tyska ockupationen övertogs tidskriften av nazistsympatisörer och efter krigsslutet 1945 lades den ner. Den återuppstod 1953 med Jean Paulhan och Marcel Arland som redaktörer.